# Cis rufus
Cis rufus là một loài bọ cánh cứng trong họ Ciidae. Loài này được Germain miêu tả khoa học năm 1855.